# Élet (film, 2017)
Az Élet (eredeti cím: Life) 2017-ben bemutatott amerikai sci-fi-horrorfilm, melynek rendezője Daniel Espinosa, forgatókönyvírója Rhett Reese és Paul Wernic. A főszerepben Jake Gyllenhaal, Rebecca Ferguson és Ryan Reynolds látható. A Skydance Media és a Sony Pictures első koprodukciója.
Világpremierje a South by Southwest-en volt 2017. március 18-án volt, majd a Columbia Pictures március 24-én mutatta be az Egyesült Államok mozijaiban. Magyarországon március 13-án került bemutatásra (InterCom Zrt.).
A film általánosságban vegyes kritikákat kapott az értékelőktől, akik dicsérték a színészi teljesítményt, a látványvilágot és a forgatókönyvet, de néhányan kritizálták az eredetiség hiányát. A Metacritic oldalán a film értékelése 54% a 100-ból, ami 44 véleményen alapul. A Rotten Tomatoeson az Élet 67%-os minősítést kapott, 256 értékelés alapján. A projekt világszerte több, mint 100 millió dolláros bevételt keresett.
A film középpontjában egy hattagú személyzet áll, akik egy veszélyt fenyegető idegen életet fedeznek fel a Marson.

## Cselekmény
A Nemzetközi Űrállomás fedélzetén hatfős személyzet, Roy Adams (Ryan Reynolds), David Jordan (Jake Gyllenhaal) és mások tartózkodnak. Hamarosan felfedezik, hogy a Marson életjel van. Az idegen életet magukkal viszik egy petri-csészében.
A csapat el van ragadtatva, de izgalmuk hamarosan fordulatot vesz, amikor az eredetileg ártalmatlannak tűnő lény megtámadja az egyik űrhajóst (Ariyon Bakare). A hirtelen támadás rémületet és bizonytalanságot okoz a legénységben, amikor megpróbálják kitalálni, mit tegyenek annak érdekében, hogy az idegen ne jöjjön vissza velük a Földre, ahol hatalmas fenyegetést jelenthet az emberekre.

## Szereplők
| Szerep                                           | Színész           | Magyar hang           |
| ------------------------------------------------ | ----------------- | --------------------- |
| Dr. David Jordan, a Nemzetközi Űrállomás orvosa. | Jake Gyllenhaal   | Csőre Gábor           |
| Dr. Miranda North, karanténtiszt.                | Rebecca Ferguson  | Horváth Lili          |
| Rory Adams, mérnök.                              | Ryan Reynolds     | Nagy Ervin            |
| Sho Murakami, rendszermérnök.                    | Hiroyuki Sanada   | Kolovratnik Krisztián |
| Dr. Hugh Derry, exobiológus.                     | Ariyon Bakare     | Király Attila         |
| Jekatyerina Golovkina, misszióparancsnok.        | Olga Dihovichnaya | Németh Kriszta        |

## A film készítése
2015. november 18-án a Deadline Hollywood arról számolt be, hogy Daniel Espinosa az űrben játszódó Élet című filmet fogja rendezni Paul Wernick és Rhett Reese forgatókönyvéből, amelyet a Skydance Media finanszíroz és David Ellison, Dana Goldberg, Bonnie Curtis, és Julie Lynn készít. A Paramount Pictures körözött a film terjesztési jogainak kezelése érdekében, bár az üzletet nem erősítették meg. 2016. január 28-án Rebecca Ferguson érkezett a fedélzetre, hogy a film főszereplője legyen, majd február 16-án Ryan Reynolds is csatlakozott. 2016. március 10-én Jake Gyllenhaal csatlakozott a szereplők köreihez. 2016. március 15-én a Sony Pictures aláírta a világmértékű forgalmazási jogok kezelését és a Skydance társfinanszírozását. 2016. június 23-án Hiroyuki Sanada szerepet kapott a Nemzetközi Űrállomás legénységének egyik tagjaként, és 2016. július 19-én a "The Hollywood Reporter" azt írta, hogy Olga Dihovichnaya és Ariyon Bakare is szerepel a filmben, a stáb többi tagját játszva. A film előzetesének egyik jelenete egy újrahasznosított felvételt mutat be a 2007-es Pókember 3. című filmből.
A film forgatása 2016. július 19-én kezdődött Londoni Shepperton Studios-ban.

## Megjelenés
Az Életet a Columbia Pictures adta ki 2017. március 24-én, miután egy korábban bejelentett megjelenési dátumról áttették 2017. május 26-ra, hogy elkerülje a A Karib-tenger kalózai: Salazar bosszúja és az Alien: Covenant című filmek versengését, amelyek közül az utóbbit 2017. augusztus 4-ről 2017. május 19-re előbbre tették. Az Élet világpremierjét a South by Southwest-en tartották 2017. március 18-án.

## Elismerések
| Elismerések listája            | Elismerések listája                                       | Elismerések listája                                                          | Elismerések listája | Elismerések listája |
| Díj / Filmfesztivál            | Kategória                                                 | Átvevő(k)                                                                    | Eredmény            | Hivatkozás          |
| ------------------------------ | --------------------------------------------------------- | ---------------------------------------------------------------------------- | ------------------- | ------------------- |
| 16. Visual Effects Society-díj | Kiemelkedő modell egy Photoreal vagy animációs projektben | Tom Edwards, Chaitanya Kshirsagar, Satish Kuttan, Paresh Dodia for "The ISS" | Jelölve             | [ 27 ]              |
| 44. Szaturnusz-díj             | legjobb sci-fi film                                       | Élet                                                                         | Jelölve             | [ 28 ]              |